# Traszka helwecka
Traszka helwecka (Lissotriton helveticus) – gatunek płaza ogoniastego z rodziny salamandrowatych (Salamandridae).

## Morfologia
Osiąga długość ciała ok. 7–8 cm. Skóra na grzbiecie ma barwę oliwkowobrązową z licznymi ciemnymi plamkami, podbrzusze jest żółtawe, przechodzące w środkowej części w kolor pomarańczowy, pokryte z rzadka czarnymi plamkami. W porze godowej na grzbiecie i na bokach samca pojawiają się grzebieniaste fałdy skórne. Na końcu ogona wyrasta nitkowaty twór, u samic ledwo zauważalny.

## Zasięg występowania
Gatunek ten zamieszkuje Wielką Brytanię, zachodnią Europę od północnych Niemiec przez północną i zachodnią Szwajcarię do zachodniej i południowej Francji, północnej części Półwyspu Iberyjskiego i na wschód po skrajnie zachodnie Czechy.

## Rozmnażanie
Samica składa jaja w marcu w wodach stojących słodkowodnych lub słonawych. Larwy rozwijają się w środowisku wodnym przez około 4 miesiące, po czym już w pełni rozwinięte wychodzą na ląd.